# Lars Michaelsen
Lars Neiendam Michaelsen (Copenaghen, 13 marzo 1969) è un dirigente sportivo ed ex ciclista su strada danese, professionista dal 1994 al 2007.

## Palmarès

### Strada
- 1987

Campionati danesi, Prova in linea Juniores
- 1989

Grand Prix de Saint-Étienne Loire
- 1990

Grand Prix d'Antibes
Annemasse-Bellegarde et retour
Boucles du Tarn
5ª tappa - parte b Postgirot Open (Sundsvall > Hudiksvall)
Paris-Connerré
- 1991

Ronde du Canigou
Parigi-Tours Under-23
5ª tappa Grand Prix Tell
7ª tappa Grand Prix Tell
- 1992

7ª tappa Tour of Britain
- 1993

Classifica generale Boland Bank Tour
- 1994 (Catavana, otto vittorie)

5ª tappa Boland Bank Tour
Bol d'Air Creusois
3ª tappa Quatre Jours de l'Aisne
Classifica generale International Cycling Classic
1ª tappa Fresca Classic
12ª tappa Fresca Classic
Classifica generale Fresca Classic
Parigi-Bourges
- 1995 (Festina-Lotus, una vittoria)

Gent-Wevelgem
- 1997 (TVM-Farm Frites, tre vittorie)

1ª tappa Vuelta a Burgos (Burgos > Aranda de Duero)
1ª tappa Vuelta a España (Lisbona > Estoril)
Classifica generale Boland Bank Tour
- 1999 (Française des Jeux, due vittorie)

1ª tappa Tour Trans-Canada (Fort Erie > Fort Erie)
5ª tappa Tour Trans-Canada (Laval > Gatineau)
- 2000 (Française des Jeux, due vittorie)

Memorial Rik Van Steenbergen
2ª tappa Post Danmark Rundt (Ikast > Horsens)
- 2003 (Team CSC, due vittorie)

2ª tappa Quatre Jours de Dunkerque (Sin-le-Noble > Bapaume)
2ª tappa Hessen-Rundfahrt
- 2004 (Team CSC, una vittoria)

CSC Invitational
- 2005 (Team CSC, due vittorie)

3ª tappa Tour of Qatar (Al Wakrah > Al Khawr)
Classifica generale Tour of Qatar
- 2006 (Team CSC, una vittoria)

1ª tappa Tour de Georgia (Augusta > Macon)

#### Altri successi
- 1996 (Festina-Lotus)

Criterium Barwon Heads
3ª tappa Mitchelton Bay Cycling Classic
- 2002 (Team Coast)

Criterium Marielyst

## Piazzamenti

### Grandi Giri
- Giro d'Italia

2002: 112º
- Tour de France

1995: fuori tempo massimo (3ª tappa)
1998: fuori tempo massimo (11ª tappa)
1999: 116º
- Vuelta a España

1997: 71º
2001: non partito (5ª tappa)

### Classiche monumento
- Milano-Sanremo

1995: 153º
1996: 86º
1997: 16º
1998: 45º
1999: 30º
2000: 42º
2001: 171º
2002: 80º
2004: 160º
- Giro delle Fiandre

1999: 10º
2000: 64º
2001: 72º
2002: 13º
2004: 62º
2005: 37º
2006: ritirato
2007: ritirato
- Parigi-Roubaix

1995: 30º
1996: 50º
1998: 29º
1999: 10º
2000: 22º
2001: ritirato
2002: 5º
2004: 23º
2005: 5º
2006: 19º
2007: 11º

### Competizioni mondiali
- Campionati del mondo

Agrigento 1994 - In linea Elite: ritirato
Lugano 1996 - In linea Elite: ritirato
San Sebastián 1997 - In linea Elite: 22º
Valkenburg 1998 - In linea Elite: ritirato
Verona 1999 - In linea Elite: ritirato
Plouay 2000 - In linea Elite: ritirato
Zolder 2002 - In linea Elite: 12º
Madrid 2005 - In linea Elite: ritirato
- Giochi olimpici

Barcellona 1992 - In linea: 11º
Atlanta 1996 - In linea: 42º
Sydney 2000 - In linea: ritirato
Atene 2004 - In linea: 55º